# Rudolf Dombi
Rudolf Dombi (n. 9 noiembrie 1986, Budapesta, Republica Populară Ungară) este un caiacist ce a reprezentat Ungaria, medaliat olimpic. A participat la o ediție a Jocurilor Olimpice (2012) în care a câștigat o medalie de aur.

## Participări
Lista de mai jos prezintă principalele competiții la care a participat Rudolf Dombi de-a lungul carierei.
- canoeing at the 2012 Summer Olympics – men's K-2 1000 metres[*]